# قفل ترافیکی

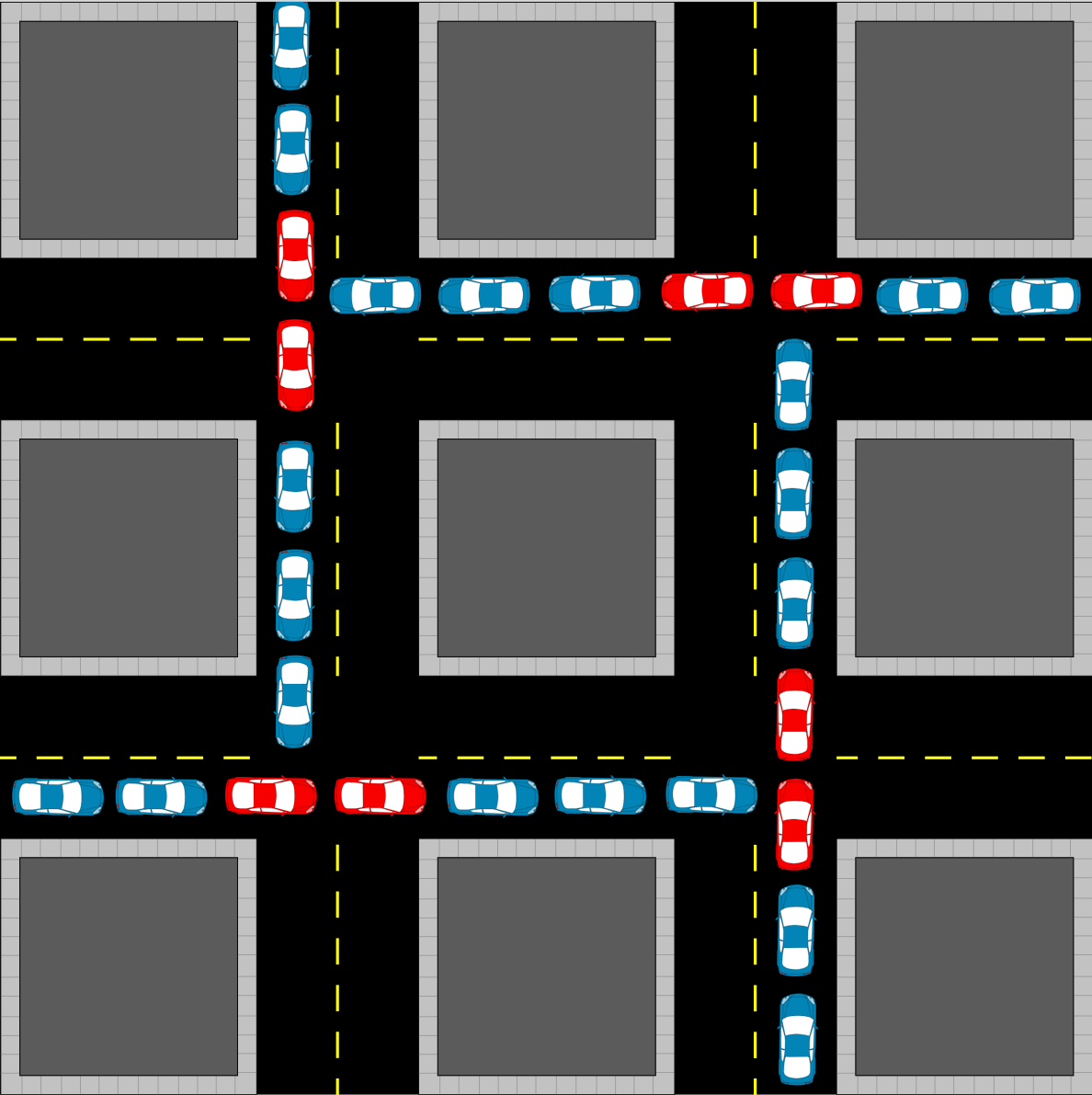
قفل در شبکه ای از خیابان های دوطرفه. خودروهای قرمز رنگ آنهایی هستند که با توقف در وسط تقاطع باعث قفل می شوند.

قفل ترافیکی شکلی از راهبندان است که در آن صف‌های مداوم وسایل نقلیه کل شبکه خیابان‌های متقاطع را مسدود کرده و رفت و آمد را در همه جهت‌ها کاملا متوقف میکنند. این اصطلاح از وضعیتی که ممکن است در یک طرح شبکه ای نشات می گیرد که در آن تقاطع ها مسدود شده اند و از حرکت وسایل نقلیه به جلو در تقاطع یا عقب نشینی به یک تقاطع بالادست جلوگیری می کند.
گاهی اصطلاح قفل ترافیکی  به اشتباه برای توصیف تراکم ترافیک بالا با حداقل جریان استفاده می شود، در صورتی‌که در این حالت سیستم رفت و آمد مسدود نشده‌است.